# Saint Vitus
Saint Vitus é uma banda de doom metal formada em 1978. É um dos grupos pioneiros no gênero, sendo suas principais influências as bandas Black Sabbath e Pentagram.

## Integrantes

### Atual formação
- Scott Reagers - vocal (1978-1986, 1994-1996, 2015-hoje)
- Dave Chandler - guitarra (1978-1996, 2003, 2008-hoje)
- Mark Adams - baixo (1978-1996, 2003, 2008-hoje)
- Henry Vasquez	 - bateria (2009-hoje)

### Antigos membros
- Armando Acosta - bateria (1978-1996)
- Scott Weinrich - vocal (1986-1991, 2003, 2008-2015)
- Christian Lindersson - vocal (1992-1994)

## Discografia
Álbuns de estúdio
- 1984 - Saint Vitus
- 1985  - Hallow's Victim
- 1986  - Born Too Late
- 1988 -  Mournful Cries
- 1990 -  V
- 1992  - C.O.D.
- 1995 -  Die Healing
- 2012  - Lillie: F-65

EPs
- 1985  - The Walking Dead
- 1987 - Thirsty And Miserable

Álbuns ao vivo
- 1990 -  Live
- 2012 - Marbles in the Moshpit
- 2016 -  Live Vol. 2
- 2016 -  Let the End Begin...

Coletâneas
- 1991 -  Heavier Than Thou
- 2010 - The Walking Dead/Hallow's Victim